# Sandro Guerra
Sandro Guerra (Venezia, 17 agosto 1969) è un ex pattinatore artistico a rotelle italiano.

## Biografia
Inizia a pattinare nel 1976 al pattinaggio artistico Jolly di Trieste sotto la guida di Elvia e Mario Vitta. La sua carriera sportiva inizia nel 1979, anno del suo primo titolo italiano di categoria allievi. Negli anni successivi vince 23 titoli italiani, 11 titoli europei, 7 titoli mondiali nelle seguenti specialità:
- 1987 Auckland (combinata)
- 1988 Pensacola (combinata)
- 1989 Roccaraso (obbligatori e combinata)
- 1991 Sydney (combinata)
- 1992 Tampa (obbligatori e combinata)
- 1989 Karlsruhe 1º posto ai World Games (Olimpiadi per gli sport non olimpici).

Lascia l'attività nel 1992.
Entra nel Guinness dei primati per il maggior numero di titoli mondiali vinti in ambito maschile nel pattinaggio artistico a rotelle. È insignito della Medaglia d'oro al valore atletico.
Oggi è coreografo della nazionale italiana; collabora con le federazioni tedesca e spagnola, col Comitato Europeo di Pattinaggio Artistico e col Comitato Internazionale di Pattinaggio Artistico.
Tra i suoi lavori, che spaziano in tutte le discipline del pattinaggio artistico (singolo, coppie artistico, danza e gruppi spettacolo) quelli di diversi campioni del mondo: Beatrice Palazzi-Rossi e Patrick Venerucci, Laura Marzocchini e Enrico Fabbri, Sara Venerucci e Matteo Guarise (coppia artistico), Luca Lallai, Luca D'Alisera, Cristina Bartolozzi, Frank Albiez, Adrian Stoltzenberg e la concittadina Tanja Romano (singolo), Melissa Comin De Candido e Mirko Pontello (danza), il gruppo spettacolo Revival di Breganze (Vicenza) e il gruppo spettacolo Evolution di Orgnano di Basiliano (Udine). 
Ha curato inoltre le coreografie in diversi spettacoli teatrali per la regia di Elisabetta Gustini e attualmente collabora con il compositore Lorenzo Castellarin per la realizzazione di musiche originali per le sue coreografie.
Nel 2010 ha curato, per la Yashraj Films a Bollywood, le coreografie sui pattini del film Lafangey Parindey, per la regia di Pradeep Sarkar e con Deepika Padukone e Neil Nitin Mukesh.